# Il delitto Fitzgerald
Il delitto Fitzgerald (The United States of Leland) è un film del 2003 scritto e diretto da Matthew Ryan Hoge e prodotto da Kevin Spacey. Il film si ispira parzialmente al romanzo Lo straniero di Albert Camus.
È stato presentato al Sundance Film Festival del 2003 nella sezione drammatici, ed è stato distribuito nei cinema italiani il 13 maggio 2005.
La colonna sonora è composta da brani originali di  Michelle Williams, Pixies e Robert Pollard.

## Trama
Leland P. Fitzgerald è un tormentato sedicenne che un giorno, inspiegabilmente commette un atroce delitto, uccidendo Ryan, il fratello autistico di Becky, la ragazza di cui Leland è innamorato. Rinchiuso in un carcere minorile stringe un intenso rapporto con un altro giovane detenuto, Bengel, ma soprattutto con l'insegnante Pearl Madison, che lo esorta a capire la ragione del suo gesto, scrivendo un diario. Pearl desidera diventare un grande scrittore, pertanto decide di scrivere un libro sul ragazzo, ma col tempo inizia ad affezionarsi a lui. Inizia, per Leland, un viaggio interiore nel profondo dell'anima, che avrà delle ripercussioni sulle vite delle persone a lui care e sui genitori della vittima. Il padre di Leland è un famoso scrittore, un uomo brillante ma anche cinico ed egoista, che sembra non provare niente per il figlio e per ciò che gli è successo. Intanto Allen, il fidanzato della sorella di Becky, Julie, attraversa una difficile situazione, dato che la ragazza lo ha lasciato. Allen inizia così a maturare l'idea che tutto ciò che sta accedendo è a causa di Leland. Quest'ultimo ripensando alle motivazioni che lo spinsero a uccidere il povero Ryan, arriva alla conclusione che non capisce la ragione per cui ha fatto quello che ha fatto. Allen commette una rapina e si fa arrestare di proposito per farsi rinchiudere nel carcere insieme a Leland, dove lo ucciderà con un coltello nel cortile della prigione sotto gli occhi atteriti di Pearl e Bengel. Allen, nel suo inconscio crede che con la morte di Leland tutto si aggiusterà, mentre Pearl stringe tra le braccia il cadavere di Leland.